# Нірмала Бадрісінг
Пані Нірмала Сакоєнтала Бадрісінг (нар. 4 липня 1962, Парамарібо) — суринамський дипломат і політик. Міністр закордонних справ Суринаму (2015—2017). Надзвичайний і Повноважний Посол Суринаму в США (з 2017).

## Життєпис
Народилася 4 липня 1962 року в Парамарібо. У 1987 році Бадрісінг отримала ступінь магістра з міжнародних досліджень у Міжнародному інституті соціальних досліджень у Гаазі, Нідерланди. У 2007 році вона отримала ступінь магістра з міжнародних відносин і дипломатії в Школі права і дипломатії Флетчера Університету Тафтса в США. Вона також має ступінь ліценціата права в Університеті Антона де Кома в Суринамі, де вона спеціалізувалася на міжнародному трудовому праві та міжнародних відносинах.
З 1989 по 1996 рр. — працювала в Міністерстві закордонних справ Суринаму, була головою Об'єднаного відділу Департаменту міжнародних організацій.
З 1998 по 2012 рр. — працювала старшим радником і головним координатором в Офісі президента Суринаму.
У листопаді 2011 року була призначена постійним представником Суринаму в Організації американських держав із спільною акредитацією в Міжамериканському банку розвитку та Світовому банку. Вона зайняла свою посаду в січні 2012 року.
З 12 серпня 2015 року по 1 лютого 2017 року вона була міністром закордонних справ в кабінеті Уряду Вінстона Лекіна.
9 червня 2017 року призначена Надзвичайним і Повноважним Послом Суринаму в США, а 21 липня 2017 року вручила вірчі грамоти президенту США Дональду Трампу.